# روابط فلسطین و مالزی
روابط مالزی و فلسطین (به انگلیسی: Malaysia–Palestine relations) (مالایی: Hubungan Malaysia–Palestin) به روابط دیپلماسی دو جانبه بین دو کشور مالزی و فلسطین اشاره دارد.

## روابط دیپلماتیک
بین مالزی و فلسطین، روابط قوی دوستانه‌ای برقرار است.
مالزی، تصرف سرزمین‌های فلسطینی توسط اسرائیل را به رسمیت نشناخته است و به‌طور قوی برای احقاق حق و استقلال فلسطین پافشاری نموده و از مبارزه فلسطینی‌ها برای رسیدن به حقوق خود حمایت می‌کند. مالزی در حال حاضر، تا زمانی که فرایند صلح منجر به تحقق راه حل دو کشوری نگردد از به رسمیت شناختن اسرائیل خودداری می‌کند، هرچند فلسطین مدعی ایجاد کشور خود بر اساس مرزهای سابق قیمومت فلسطین است.
فلسطین در کوالالامپور دارای یک سفارت است.